# Charles Maturin
Charles Robert Maturin (født 25. september 1782, død 30. oktober 1824) var en engelsksproged irsk forfatter. 
Han er nu bedst kendt ved sine romaner i Mrs Radcliffes og Monk Lewis stil: The Fatal Revenge (1807), The Milesian Chief (1812) og først og fremmest Melmoth the Wanderer (1820), der overgår sine forbilleder i uhygge.